# Élections législatives grenadiennes de 2018
Les élections législatives grenadiennes de 2018 se déroulent le 13 mars 2018 afin de renouveler les 15 membres de la  Chambre des représentants de l'île de Grenade. Le Nouveau Parti national conserve la totalité des sièges à la chambre et son dirigeant Keith Mitchell est reconduit au poste de premier ministre.

## Contexte
Lors des élections précédentes, en 2013, le Nouveau Parti national (conservateur), alors principal parti d'opposition, avait remporté la totalité des quinze sièges. Le Congrès démocratique national (centriste, libéral), parti du gouvernement sortant en 2013, n'a donc aucun représentant à la Chambre durant la législature 2013-2018, et le gouvernement de Keith Mitchell (NPN) n'y fait face à aucune opposition.

## Mode de scrutin
La Chambre des représentants est la chambre basse du parlement bicaméral de la Grenade. Elle est composée de 15 sièges dont les membres sont élus pour cinq ans au scrutin uninominal majoritaire à un tour dans autant de circonscriptions.

## Résultats
|                           |                                          |        |       |        |               |  |  |  |  |
| Partis                    | Partis                                   | Voix   | %     | Sièges | +/-           |  |  |  |  |
|                           | Nouveau Parti national (NNP)             | 33 792 | 58,91 | 15     | en stagnation |  |  |  |  |
|                           | Congrès démocratique national (NDC)      | 23 249 | 40,53 | 0      | en stagnation |  |  |  |  |
|                           | Mouvement progressiste grenadien (GPM)   | 86     | 0,15  | 0      | Nv.           |  |  |  |  |
|                           | Parti grenadien de la renaissance (GRP)  | 44     | 0,08  | 0      | en stagnation |  |  |  |  |
|                           | Parti libéral (TLP)                      | 49     | 0,09  | 0      | Nv.           |  |  |  |  |
|                           | Parti du progrès (TPP)                   | 41     | 0,07  | 0      | Nv.           |  |  |  |  |
|                           | Mouvement grenadien d'émancipation (GEM) | 25     | 0,04  | 0      | Nv.           |  |  |  |  |
|                           | Mouvement patriotique uni (GUPM)         | 10     | 0,02  | 0      | en stagnation |  |  |  |  |
|                           | Indépendants (IND)                       | 68     | 0,10  | 0      | en stagnation |  |  |  |  |
|                           |                                          |        |       |        |               |  |  |  |  |
| Suffrages exprimés        | Suffrages exprimés                       | 57 364 | 99,54 |        |               |  |  |  |  |
| Votes blancs et invalides | Votes blancs et invalides                | 267    | 0,46  |        |               |  |  |  |  |
| Total                     | Total                                    | 57 631 | 100   | 15     | en stagnation |  |  |  |  |
| Abstentions               | Abstentions                              | 20 663 | 26,39 |        |               |  |  |  |  |
| Inscrits / participation  | Inscrits / participation                 | 78 294 | 73,61 |        |               |  |  |  |  |